# Castel di Lucio

Ubicació de Castel di Lucio dins de la província

Castel di Lucio (sicilià Castiddruzzu) és un municipi italià, dins de la ciutat metropolitana de Messina. L'any 2007 tenia 1.432 habitants. Limita amb els municipis de Geraci Siculo (PA), Mistretta, Nicosia (EN), Pettineo i San Mauro Castelverde (PA).

## Administració
| Període | Identitat       | Partit        |
| ------- | --------------- | ------------- |
| 2008-   | Giuseppe Franco | Llista cívica |